# Zierliche Silber-Flockenblume
Die Zierliche Silber-Flockenblume (Centaurea bella) ist eine Pflanzenart aus der Gattung der Flockenblumen (Centaurea) in der Familie der Korbblütler (Asteraceae).

## Merkmale
Die Zierliche Silber-Flockenblume ist eine ausdauernde Pflanze, die Wuchshöhen von 20 bis 30 (40) Zentimeter erreicht. Sie bildet ein Rhizom aus. Die Pflanzen bilden mit ihren sterilen Trieben Matten aus. Die Blätter sind kürzer als 15 Zentimeter, mehr oder weniger stark rosettig und fiederteilig mit wenigen elliptischen, stumpfen Abschnitten. Die Stängel sind einköpfig und oben blattlos. Die Köpfe haben einen Durchmesser von bis zu 4,5 Zentimeter. Die Hülle ist eiförmig und misst 12 bis 19 × 7 bis 14 Millimeter. Die Hüllblattanhängsel sind groß, rund, braun, weißrandig und haben sehr kleine, 0,2 bis 0,3 Millimeter lange Zähne. Die Randblüten sind strahlend. Die Krone ist rosa.
Blütezeit ist von Juni bis Juli.

## Vorkommen
Die Zierliche Silber-Flockenblume kommt in der Nordost-Türkei und in Transkaukasien auf steinige Hängen und Felsen in Höhenlagen von 400 bis 2600 Meter vor.

## Nutzung
Die Zierliche Silber-Flockenblume wird selten als Zierpflanze in Steingärten genutzt. Sie ist seit spätestens 1866 in Kultur.

## Belege
- Eckehart J. Jäger, Friedrich Ebel, Peter Hanelt, Gerd K. Müller (Hrsg.): Exkursionsflora von Deutschland. Begründet von Werner Rothmaler. Band 5: Krautige Zier- und Nutzpflanzen. Springer, Spektrum Akademischer Verlag, Berlin/Heidelberg 2008, ISBN 978-3-8274-0918-8.